# Franconville (Valle del Oise)
 Franconville  es una población y comuna francesa, en la región de Isla de Francia, departamento de Valle del Oise, en el distrito de Pontoise y cantón de Franconville.

## Demografía
| 1 082                     | 1 016 | 1 005 | 1 124 | 1 248 | 1 152 | 1 222 | 1 154 | 1 092 | 1 147 | 1 207 | 1 300 | 1 352 | 1 431 | 1 525 | 1 518 | 1 640 | 1 779 | 2 188 | 2 869 | 3 498 | 4 934 | 6 278 | 6 151 | 6 130 | 7 697 | 11 185 | 16 205 | 24 231 | 32 948 | 33 802 | 33 497 | 32 932 |
| (Fuente: INSEE y Cassini) |       |       |       |       |       |       |       |       |       |       |       |       |       |       |       |       |       |       |       |       |       |       |       |       |       |        |        |        |        |        |        |        |

Es la quinta comuna del departamento por su población.